# 阿蘇 (フェリー)
阿蘇（あそ）は、広別汽船が運航していたフェリー。後に瀬戸内海汽船でクルーズ客船としても運航された。

## 概要
宇和島運輸と瀬戸内海汽船が共同出資して設立された広別汽船の第一船として田熊造船で建造され、1970年10月23日に呉 - 広島 - 別府航路に就航した。1989年4月、由布の就航により引退。
その後瀬戸内海汽船へ売却、宿泊型クルーズ客船として改装を受け、インランドシーに改名し1989年7月に就航、瀬戸内海汽船としては1964年就航の観光フェリーシーパレス、1979年就航の周遊船「南十字星」に続くクルーズ船となった。広島 - 神戸間にて月1回一泊二日の定期運航を行い、1991年には広島 -　大阪間での運航となったが、その後は利用客数が伸びず、早くも1991年10月には運航休止となり、1992年に海外売船された。

### 就航航路
広別汽船
- 呉港 - 広島港 - 別府港

就航後、想定を上回る旅客需要に対して長浜・上関フェリーのながはまを用船して投入、1974年に第二船の鶴見が就航したが、オイルショックによる旅客減で翌1975年には日本カーフェリーに売却され、その後、引退まで本船のみで就航した。
瀬戸内海汽船
- 広島港 - 神戸港・大阪港

## 設計
車両は乗用車のみ搭載可能で、船体後方が2層の車両甲板となっていた。車両甲板は可動式で、荷役の際は上段へ車両を搭載した後、上段を上昇させて下段の搭載を行った。

## 事故・インシデント

### 機関損傷
1989年12月1日、15時ごろ、広島港で錨泊中の本船は、左舷主機の試運転を行おうとしたところ、主軸受やクランクピン軸受のメタルがクランク軸に焼付いて起動できなかった。点検により、左舷主機3番シリンダのクランクピン軸受メタルなどの焼損が発見されたため、入渠してクランク軸、主軸受メタルなどを交換、修理が行われた。事故原因は、11月17日に行った左舷主機の試運転の際に、潤滑油系統の3方コックの誤操作から、左舷主機が90秒程度のあいだ潤滑油切れの状態で運転され、軸受メタルに焼付きの前兆が発生したが、その後の点検が不十分で軸受メタルの異常が発見されず運転が継続されたため、とされた。